# 토니 곤사가
토니 곤자가(Toni Gonzaga, 1984년 1월 20일 ~ )는 필리핀의 텔레비전 진행자, 가수, 배우이다.